# 苏尼特扎萨克郡王
苏尼特左翼旗扎萨克多罗郡王为清朝内扎萨克蒙古苏尼特左翼旗的世袭扎萨克多罗郡王。清崇德六年（1641年），达延汗六世孙、苏尼特东路首领塔尔巴海达尔汉和硕齐之子腾机思被封为扎萨克多罗郡王，诏世袭罔替。顺治三年（1646年）腾机思因叛变而被削爵，顺治五年（1648年）向清廷请降谢罪，同年病逝。清廷免罪并让其弟腾机特承袭爵位。民國初年北洋政府又於1912年晉升為扎薩克親王。該旗扎薩克於1946年廢除。

## 苏尼特扎萨克郡王世系
| 世代     | 名                 | 年份                  | 备注                         |
| -------- | ------------------ | --------------------- | ---------------------------- |
| 第一代   | 腾机思             | 1641年－1646年 1648年 |                              |
| 第二代   | 腾机特             | 1648年－1663年        | 腾机思弟                     |
| 第三代   | 萨穆札             | 1664年－1698年        | 腾机思子                     |
| 第四代   | 垂济恭苏咙         | 1698年－1731年        | 萨穆札子                     |
| 第五代   | 旺辰               | 1731年－1763年        | 垂济恭苏咙子                 |
| 第六代   | 车凌衮布           | 1763年－1767年        | 旺辰子                       |
| 第七代   | 阿尔达什第         | 1767年－1781年        | 车凌衮布子                   |
| 第八代   | 额哷克津           | 1781年－1785年        | 车凌衮布弟                   |
| 第九代   | 巴勒珠尔雅喇木丕勒 | 1785年－1820年        | 额哷克津子                   |
| 第十代   | 成札布             | 1820年－1858年        | 巴勒珠尔雅喇木丕勒子         |
| 第十一代 | 托迪布木           | 1858年－1879年        | 成札布子                     |
| 第十二代 | 绰克苏伦           | 1879年－1888年        | 托迪布木子                   |
| 第十三代 | 棍布车林           | 1888年－1892年        | 绰克苏伦嗣子                 |
| 第十四代 | 玛克苏尔札布       | 1892年－1915年        | 棍布车林子                   |
| 第十五代 | 林沁旺都特         | 1916年－1941年        | 玛克苏尔札布子               |
| 第十六代 | 郭爾卓爾札普       | 1941年－1945年        | 該旗閒散贝勒，林沁旺都特族弟 |